# Furuskärs Långgrynnan
Furuskärs Långgrynnan är en ö i Finland. Den ligger i Norra kvarken och i kommunen Vasa i den ekonomiska regionen  Vasa i landskapet Österbotten, i den västra delen av landet. Ön ligger nära Vasa och omkring 370 kilometer nordväst om Helsingfors.
Öns area är 1,6 hektar och dess största längd är 240 meter i öst-västlig riktning.